# Stoepranden
Stoepranden is een balspel dat door ten minste twee personen wordt gespeeld op een straat met opstaande trottoirbanden. De deelnemers staan op de stoep aan weerszijden van de straat. Wie aan de beurt is probeert de bal (meestal een voetbal) precies op de rand aan de overkant te gooien.
Stoepranden is een buitenspel dat waarschijnlijk net zo veel varianten als synoniemen kent (zie verderop). Hieronder volgen twee veel gespeelde vormen.
1. Als de bal terugrolt, -stuitert of -vliegt, levert dat punten op en mag de werper nog eens gooien, zo niet, dan is de ander aan de beurt. Er wordt gespeeld tot een van de spelers een bepaald aantal punten heeft bereikt. Daarna wordt soms van kant gewisseld.
2. Een andere variant is gooien en doorlopen: als de bal de stoeprand raakt en terugvliegt zonder de grond te raken, mag de werper erop aflopen om de bal in de lucht te vangen. Als dat lukt, mag er nog eens worden gegooid van dichterbij, wat natuurlijk makkelijker is, enzovoort. Als de doorgelopen speler mist, probeert de tegenstander de bal snel tegen hem of haar aan te gooien. Als het raak is (voordat de doorgelopen speler op eigen stoep is teruggekeerd) gaan de punten van de getroffene naar de ander.
3. In sommige varianten kunnen meer punten gehaald worden, als de bal over een passerende auto gegooid wordt. Het spreekt vanzelf dat dit niet altijd op prijs gesteld wordt door de passerende automobilisten.

Stoepranden wordt al zeker sinds halverwege de 20e eeuw gespeeld. Het gaat gewoonlijk om een kinderspel voor oudere kinderen.

## Synoniemen
Bekende synoniemen van stoepranden zijn bandkaaien, kaaibanden, kaaibandje tikken, kantgooien, kantje butsen, kantstoepen, keibanden, randen, randje tik, randjebutsen, riebeltje gooien, stoepballen, stoepbonken, stoepen, stoepiebal(len), stoepiegooi(en), stoepiestuit(en), stoepietik, stoepietrap(pen), stoepjebutsen, stoepkanten, stoeprandertje, stoeprandje, stoeprandje gooien, stoeprandje stuit, stoeprandjebal, stoeprandjetik en kanten.
In het Engels wordt stoepranden kerby, curby, kerb ball, curb ball, kirby, gutters of stoop ball genoemd. In het Duits Bordsteinkantenspiel.